# Astérix y Obélix al servicio de su majestad
Astérix y Obélix al servicio de su majestad es una película francesa escrita y dirigida por Laurent Tirard, estrenada el 17 de octubre de 2012. Es la cuarta adaptación cinematográfica (películas de animación excluidas) de las aventuras de Astérix el Galo. La película es en 3D, y supone una adaptación de las aventuras Astérix en Bretaña y Astérix y los normandos.

## Argumento
Julio César empieza a conquistar Gran Bretaña, donde un pequeño pueblo sigue resistiendo contra las legiones romanas. Pero la situación se vuelve crítica, y a los habitantes no les queda mucho tiempo, de forma que envían a Jolitorax, uno de los aldeanos, a buscar ayuda. Él se dirige a la aldea de su primo segundo Astérix, el galo, para que traiga la poción mágica a la villa de los bretones.

## Taquilla
La película logró recaudar a nivel mundial 55.905.197 millones de dólares, mucho menos que su antecesora, que logró 131 millones.

## Reparto
- Edouard Baer como Astérix.
- Gérard Depardieu como Obélix.
- Fabrice Luchini como Julio César.
- Catherine Deneuve como La Reina de Inglaterra.
- Gérard Jugnot como Barba Roja.
- Jean Rochefort como Lucius Fouinus.
- Valérie Lemercier como Miss McIntosh.
- Guillaume Gallienne como Jolitorax (Buentórax).
- Charlotte Le Bon como Ofelia.
- Vincent Lacoste como Gudúrix.
- Louise Bourgoin como Falbala (Panacea).
- Dany Boon como Normando educado.
- Tristán Ulloa como Claudius Lapsus.
- Javivi como Verdugo.
- Nicky Hayden como Hayden Kid.